# Higuchi-Gleichung
Die Higuchi-Gleichung, auch als Quadratwurzelgesetz nach Higuchi bezeichnet, beschreibt die Freisetzung eines in einer unlöslichen Matrix gleichmäßig suspendierten Stoffes durch Diffusion. Takeru Higuchi veröffentlichte sie 1961 um die Freisetzung von Arzneistoffen aus Suspensionssalben zu charakterisieren. Sie ist darüber hinaus auch zur Beschreibung der Freisetzung aus anderen Matrices anwendbar, etwa festen aus Polymeren gebildeten Arzneiformen, in die der Arzneistoff eingebettet ist.

Die Higuchi-Gleichung beschreibt die Freisetzung eines in einer unlöslichen Matrix (hellbraun) suspendierten Stoffes (braune Partikel) durch Diffusion als freigesetzte Menge in Abhängigkeit von der Zeit, t. Die freigesetzte Menge wird vom Akzeptormedium (hellblau) aufgenommen. Im Modell ist die Stoffkonzentration c in der Matrix (Donator) im Zustand der Sättigung c = c_{S}, diejenige im Akzeptor c = 0 („perfect sink“-Bedingung). Durch die Zunahme der Diffusionsstrecke h über die Zeit sinkt der Konzentrationsgradient dc/dh und infolgedessen die Freisetzungsgeschwindigkeit.

In ihrer vereinfachten („klassischen“) Form lautet die Higuchi-Gleichung:
{\displaystyle {\frac {M_{t}}{A}}={\sqrt {2\ C_{0}\ D\ C_{s}\ t}}}
Darin ist {\displaystyle M_{t}} die zu einem Zeitpunkt {\displaystyle t} freigesetzte Arzneistoffmenge, {\displaystyle A} die die effektive Diffusionsoberfläche, {\displaystyle D} der Diffusionskoeffizient, {\displaystyle C_{0}} die Ausgangskonzentration in der Trägermatrix und {\displaystyle C_{S}} die Sättigungskonzentration im Matrixmaterial.
Für halbfeste und feste Suspensionsarzneiformen stellt die Higuchi-Gleichung somit eine einfache mathematische Beziehung her zwischen der freigesetzten Arzneistoffmenge und der Zeit, zu deren Quadratwurzel sie direkt proportional ist („Quadratwurzelgesetz“).

## Herleitung
Higuchis Ansatz basiert auf der Überlegung, dass im Verlauf der Freisetzung aus einer unlöslichen Trägermatrix die durch den Stoff zurückzulegende Diffusionsstrecke {\displaystyle h} durch die Matrix nicht konstant bleibt, sondern stetig zunimmt, da die Matrix zum Rande hin zunehmend an Stoff verarmt. Durch die Zunahme der Diffusionsstrecke sinkt der Konzentrationsgradient und infolgedessen die Freisetzungsgeschwindigkeit.
Higuchi legte folgenden Zusammenhang zugrunde:
{\displaystyle d\left({\frac {M_{t}}{A}}\right)=\left(C_{0}-{\frac {C_{s}}{2}}\right)dh}
Die mathematische Lösung für die Diffusionsstrecke {\displaystyle h} führt nach Einsetzen in das Erste Ficksches Gesetz zur Higuchi-Gleichung in der folgenden Form:
{\displaystyle {\frac {M_{t}}{A}}={\sqrt {D(2C_{0}-C_{s})C_{s}\ t}}}
Voraussetzungen für die Anwendbarkeit der Higuchi-Gleichung sind, dass der Arzneistoff gut wasserlöslich und die Stoffkonzentration im Akzeptormedium sehr gering ist („Sink-Bedingung“), die Matrix hingegen wasserunlöslich und nicht abbaubar ist und eine porenfreie, planare Oberfläche hat. Der suspendierte Stoff muss sehr feinkörnig sein, so dass der Partikeldurchmesser deutlich kleiner ist als die Schichtdicke der Arzneiform. Ferner muss die Menge an initial in der Matrix inkorporiertem Stoff größer sein als dessen Sättigungskonzentration im Material der Matrix ({\displaystyle C_{0}>C_{s}}). Sobald diese letzte Bedingung nicht mehr gegeben ist, das Reservoir also erschöpft ist, gilt die Gleichung nicht mehr.
Für den häufig vorkommenden Fall, dass die Menge an initial in der Matrix inkorporiertem Stoff sogar sehr viel größer ist als die Sättigungskonzentration ({\displaystyle C_{0}\gg C_{s}}) vereinfacht sich die Higuchi-Gleichung zu der eingangs genannten Form.

## Varianten
Ausgehend von seiner  ersten Gleichung entwickelte Higuchi verschiedene Varianten. Eine weitere etwa beschreibt die Freisetzung aus porösen Matrices. In die Gleichung gehen die Porosität {\displaystyle \epsilon } der Trägermatrix (d. h. der Volumenanteil, der durch Poren und Kapillaren entsteht) und die Tortuosität {\displaystyle \tau } der Kapillaren ein:
{\displaystyle {\frac {M_{t}}{A}}={\sqrt {\frac {D\ \epsilon \ (2C_{0}-\epsilon \ C_{s})C_{s}\ t}{\tau }}}}